# Citació com a Distingit
La Citació com a Distingit en l'Ordre General, o simplement Citació com a Distingit, és una recompensa militar espanyola concedida als qui, en el transcurs de conflictes armats o operacions militars en les quals es pugui ser usada la força armada, duguin a terme accions prestades amb valor i considerades eficaços. La citació com a distingit és atorgada quan els fets recompensats no es corresponguin amb els requerits per altres distincions. Està descrita en el Títol Cinquè del Reial decret 1040/2003, d'1 d'agost, pel qual s'aprova el Reglament general de recompenses militars, BOE número 213 (5 de setembre de 2003).
Únicament poden rebre aquesta recompensa els membres de les Forces Armades i de la Guàrdia Civil, en els casos en què aquests últims desenvolupin activitats de naturalesa militar. La Citació com a Distingit és atorgada pel Ministre de Defensa sobre la base de l'expedient de concessió que li és remès, no obstant això, és possible, en els casos facultats pel ministre, que els comandaments operatius o nivell equivalent també la concedeixin.
La resolució en virtut de la qual s'atorga la Citació com a Distingit en l'Ordre General ha d'aparèixer publicada en
el Butlletí Oficial del Ministeri de Defensa i en l'Ordre General Interna de la Caserna General de l'Exèrcit de Terra, de l'Armada o de l'Exèrcit de l'Aire.
El personal recompensat amb la Citació com a Distingit obté dret a:
1. Que li sigui considerada la seva possessió com a mèrit ordinari en les avaluacions realitzades al personal militar i en l'accés a l'ensenyament militar.
2. Rebre la corresponent cèdula acreditativa de concessió i la seva anotació en la documentació militar o administrativa.
3. Obtenir la qualificació de «valor reconegut» en el seu full de serveis.